# 22312 Келлі
22312 Келлі (22312 Kelly) — астероїд головного поясу, відкритий 14 квітня 1991 року.
Тіссеранів параметр щодо Юпітера — 3,469.